# Ходаево
Ходаево — деревня в Чеховском районе Московской области, в составе муниципального образования сельское поселение Стремиловское (до 28 февраля 2005 года входила в состав Стремиловского сельского округа), деревня связана автобусным сообщением с райцентром и соседними населёнными пунктами.

## Население
| 2002 | 2006 | 2010 |
| ---- | ---- | ---- |
| 198  | ↗204 | ↗222 |

## География
Ходаево расположено примерно в 8 км на запад от Чехова, на реке Челвенке, левом притоке реки Лопасни, высота центра деревни над уровнем моря — 174 м. На 2016 год в Ходаево зарегистрировано 9 улиц.